# Nassau, Bahamas
Nassau là thủ đô, thành phố lớn nhất, và trung tâm thương mại của Thịnh vượng chung Bahamas. Thành phố có dân số ước tính là khoảng 274.400 người (2016), hay 70% tổng dân số Bahamas. Sân bay quốc tế Lynden Pindling, sân bay chính của Bahamas, nằm cách trung tâm Nassau khoảng 16 kilômét (9,9 mi) về phía tây, có những chuyến bay thường nhật đến những thành phố lớn của Canada, Caribbe, Vương quốc Liên hiệp và Hoa Kỳ. Thành phố tọa lạc trên đảo New Providence, và đóng vai trò như một khu thương mại trung tâm. Nassau về lịch sử từng là một thành lũy của cướp biển. Tên thành phố được đặt để vinh danh William III của Anh, Vương công của Orange-Nassau.
Nassau bắt đầu phát triển vào cuối thế kỷ 18, do sự nhập cư của hàng nghìn người Mỹ trung thành với Anh và nô lệ của họ đến Bahamas sau cuộc cách mạng Hoa Kỳ. Nhiều trong số họ định cư ở Nassau và cuối cùng đông dân hơn cả số dân trước đó.
Theo sự tăng dân số của Nassau, khu vực đô thị cũng mở rộng. Ngày nay, thành phố chiếm phần lớn đảo New Providence và đảo Paradise lân cận.

## Địa lý

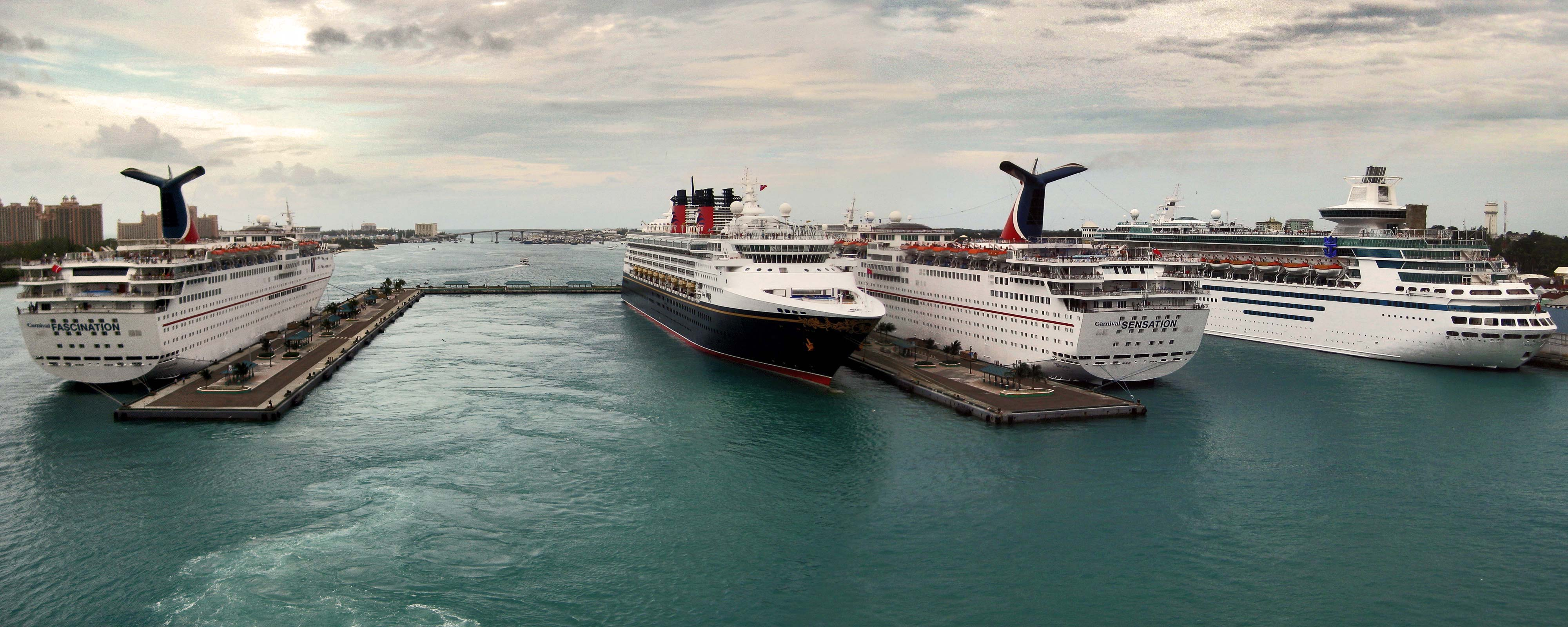
Prince George Wharf tại hải cảng Nassau

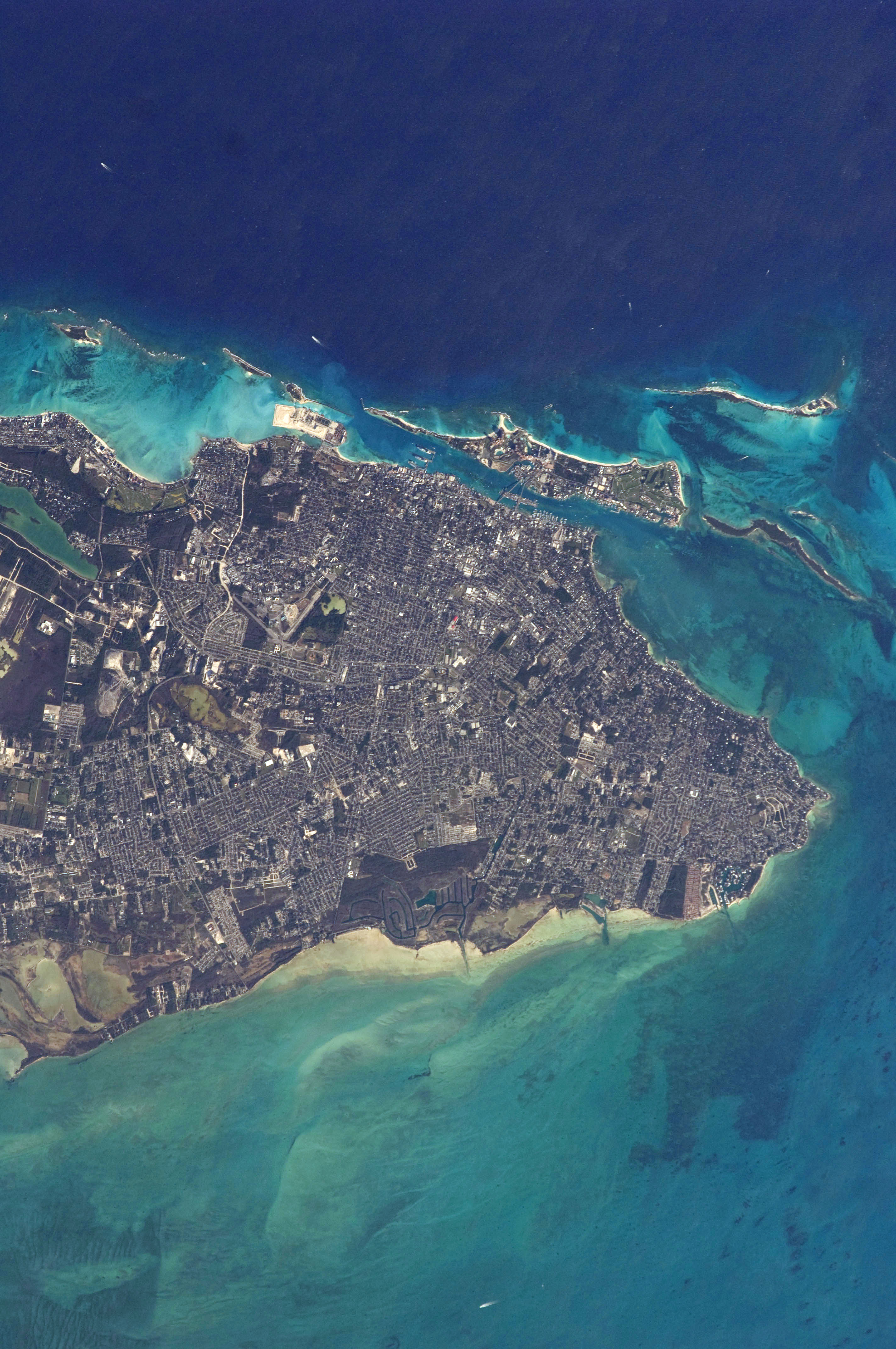
Ảnh vệ tinh Nassau và đảo Paradise

Tọa lạc trên đảo New Providence, Nassau mang sự pha trộn đầy màu sắc về kiến trúc với một hải cảng đông đúc. Khí hậu nhiệt đới và vẻ đẹp tự nhiên của Bahamas khiến Nassau trở thành phố một địa điểm du lịch nổi tiếng.
Nassau phát triển ngay cạnh hải cảng. New Providence cung cấp 200 km² đất đai tương đối bằng phẳng kèm theo những rặng đồi thấp không ảnh hưởng đến sự định cư. Ở giữa đảo có nhiều hồ nhỏ thông với biển.
Thành phố nằm gần với Hoa Kỳ (cách Miami, Florida 290 km về phía đông-đông nam), giúp nó có cơ hội phát triển thành một khu nghỉ dưỡng, nhất là sau khi Hoa Kỳ ban hành luật cấm du lịch đến Cuba năm 1963.

### Khí hậu
Nassau có khí hậu nhiệt đới gió mùa với nhiệt độ tương đối ổn định quanh năm. Nhiệt độ mùa hè đạt khoảng 32 °C (90 °F) và những tháng mùa đông có nhiệt từ 23 và 27 °C (73 và 81 °F), hiếm khi thấp dưới 15 °C (59 °F).
| Dữ liệu khí hậu của Nassau                                                      | Dữ liệu khí hậu của Nassau | Dữ liệu khí hậu của Nassau | Dữ liệu khí hậu của Nassau | Dữ liệu khí hậu của Nassau | Dữ liệu khí hậu của Nassau | Dữ liệu khí hậu của Nassau | Dữ liệu khí hậu của Nassau | Dữ liệu khí hậu của Nassau | Dữ liệu khí hậu của Nassau | Dữ liệu khí hậu của Nassau | Dữ liệu khí hậu của Nassau | Dữ liệu khí hậu của Nassau | Dữ liệu khí hậu của Nassau |
| Tháng                                                                           | 1                          | 2                          | 3                          | 4                          | 5                          | 6                          | 7                          | 8                          | 9                          | 10                         | 11                         | 12                         | Năm                        |
| ------------------------------------------------------------------------------- | -------------------------- | -------------------------- | -------------------------- | -------------------------- | -------------------------- | -------------------------- | -------------------------- | -------------------------- | -------------------------- | -------------------------- | -------------------------- | -------------------------- | -------------------------- |
| Trung bình ngày tối đa °C (°F)                                                  | 25.6 (78.1)                | 25.7 (78.3)                | 26.7 (80.1)                | 27.9 (82.2)                | 29.6 (85.3)                | 31.1 (88.0)                | 32.0 (89.6)                | 32.1 (89.8)                | 31.5 (88.7)                | 30.0 (86.0)                | 28.0 (82.4)                | 26.4 (79.5)                | 28.9 (84.0)                |
| Tối thiểu trung bình ngày °C (°F)                                               | 17.1 (62.8)                | 17.3 (63.1)                | 17.9 (64.2)                | 19.3 (66.7)                | 21.1 (70.0)                | 23.0 (73.4)                | 24.7 (76.5)                | 23.8 (74.8)                | 23.5 (74.3)                | 22.3 (72.1)                | 20.5 (68.9)                | 18.4 (65.1)                | 20.7 (69.3)                |
| Lượng Giáng thủy trung bình mm (inches)                                         | 47.2 (1.86)                | 49.0 (1.93)                | 54.4 (2.14)                | 69.3 (2.73)                | 104.9 (4.13)               | 218.9 (8.62)               | 160.5 (6.32)               | 235.5 (9.27)               | 163.1 (6.42)               | 163.1 (6.42)               | 80.5 (3.17)                | 50.0 (1.97)                | 1.396,4 (54.98)            |
| Số ngày giáng thủy trung bình                                                   | 8                          | 6                          | 7                          | 6                          | 10                         | 15                         | 17                         | 19                         | 17                         | 15                         | 10                         | 8                          | 138                        |
| Số giờ nắng trung bình tháng                                                    | 220.1                      | 220.4                      | 257.3                      | 276.0                      | 269.7                      | 231.0                      | 272.8                      | 266.6                      | 213.0                      | 223.2                      | 222.0                      | 213.9                      | 2.886                      |
| Nguồn: World Meteorological Organization (UN), Hong Kong Observatory (sun only) |                            |                            |                            |                            |                            |                            |                            |                            |                            |                            |                            |                            |                            |

| Một         | Hai         | Ba          | Bốn         | Năm         | Sáu         | Bảy         | Tám         | Chín        | Mười        | Mười một    | Mười hai    |
| ----------- | ----------- | ----------- | ----------- | ----------- | ----------- | ----------- | ----------- | ----------- | ----------- | ----------- | ----------- |
| 73 °F 23 °C | 73 °F 23 °C | 75 °F 24 °C | 79 °F 26 °C | 81 °F 27 °C | 82 °F 28 °C | 82 °F 28 °C | 82 °F 28 °C | 82 °F 28 °C | 81 °F 27 °C | 79 °F 26 °C | 75 °F 24 °C |